# Désiré Mbonabucya
Désiré Mbonabucya [uitspraak: 'deːzireː əmbɔnɑ'bukiɑ] (Kigali, 25 februari 1977) is een Rwandees voormalig profvoetballer. Hij werd in België bekend als goaltjesdief van STVV na de eeuwwisseling, en voordien speelde hij voor KV Mechelen. 

## Clubcarrière
Désiré kwam in 1995 toe bij KV Mechelen. Daarna verhuisde de wendbare spits naar Turkije om er voor Gaziantepspor te voetballen. In 1999 werd hij na Gheorghe Hagi verkozen als tweede beste buitenlander. Sinds 2000 speelt de aanvaller voor Sint-Truidense VV. Mbonabucya is ook Rwandees international. Hij speelde in 2004 in de African Nations Cup, waar hij samen met Rwanda werd uitgeschakeld in de eerste ronde. Mbonabucya onderging in november 2006 een operatie aan zijn rechterknie. Een maandenlange revalidatie volgde. Mbonabucya speelde tot het competitiebegin 2007/2008 251 wedstrijden in de hoogste afdeling, waarin hij 117 doelpunten maakte. Sinds februari 2009 speelt hij voor US Albert Schaerbeek. In 2011 zette de spits er finaal een punt achter zijn spelerscarrière.

## Clubstatistieken
| seizoen | club                       | land    | competitie                 | wed. | goals |
| ------- | -------------------------- | ------- | -------------------------- | ---- | ----- |
| 1995/96 | KV Mechelen                | België  | Jupiler League             | 6    | 1     |
| 1996/97 | KV Mechelen                | België  | Jupiler League             | 33   | 10    |
| 1997/98 | Gaziantepspor              | Turkije | Süper Lig                  | 16   | 4     |
| 1998/99 | Gaziantepspor              | Turkije | Süper Lig                  | 31   | 10    |
| 1999/00 | Gaziantepspor              | Turkije | Süper Lig                  | 25   | 9     |
| 2000/01 | Sint-Truidense VV          | België  | Eerste Klasse              | 26   | 9     |
| 2001/02 | Sint-Truidense VV          | België  | Eerste Klasse              | 26   | 17    |
| 2002/03 | Sint-Truidense VV          | België  | Eerste Klasse              | 30   | 15    |
| 2003/04 | Sint-Truidense VV          | België  | Eerste Klasse              | 28   | 9     |
| 2004/05 | K. Beringen-Heusden-Zolder | België  | Tweede Klasse              | 10   | 2     |
| 2005/06 | Sint-Truidense VV          | België  | Eerste Klasse              | 27   | 10    |
| 2006/07 | Sint-Truidense VV          | België  | Eerste Klasse              | 1    | 0     |
| 2007/08 | KVK Tienen                 | België  | Tweede Klasse              | 1    | 0     |
| 2008/09 | KVK Tienen                 | België  | Tweede Klasse              | 0    | 0     |
| 2009/10 | RUS Albert Schaerbeek      | België  | Eerste Provinciale Brabant | ?    | ?     |
| 2010/11 | RUS Albert Schaerbeek      | België  | Eerste Provinciale Brabant | ?    | ?     |
| totaal  | totaal                     | totaal  | totaal                     | 260  | 96    |

## Trivia
- In 2006 won Désiré de strafschopcompetitie ‘Pinanti is Pinanti’ van Studio 1 op zondag. Hij troefde er in de finale toenmalig AA Gent-speler Nicolas Lombaerts af.[3]
  - Hij liet in Studio 1 op zondag weten dat zijn achternaam vaak fout uitgesproken werd, met name als 'Mbonaboetsja'. De ‘c’ in Mbonabucya moet uitgesproken worden als een ‘k’. De uitspraak van zijn naam bleef evenwel een running gag: ondanks de toelichting bleef men ook daarna zijn naam verkeerd uitspreken.
- Hij verkoopt na zijn loopbaan als voetballer kippenvlees en kleren in Centraal-Afrika en is duivenliefhebber. Hij woont in Zoutleeuw (Vlaams-Brabant).[2]